# CardiaC
Pour le super-vilain de l'univers de Marvel Comics, voir Cardiac.
CardiaC est un groupe de heavy metal suisse, originaire de Genève. C'est un groupe suisse aux origines hispaniques, mélangeant rock 'n' roll, stoner, groove, punk hardcore et metal avec un chant en espagnol, qui apporte les racines latines. À la tête du groupe on retrouve le membre fondateur Ricardo D. (chanteur-compositeur), Julien Emery à la guitare, Fabien Ferraglia à la basse et enfin Bastien C. Anthony à la batterie. La personnalité hispanique du groupe, son expérience, sa maturité ainsi que ses prestations scéniques sont ses meilleurs atouts.

## Biographie

### Débuts (2000–2004)
Le groupe est formé en 2000, et attend 2002 pour sortir sa première démo, Devaluation of Art. Deux années plus tard, il sort un mini-album de cinq titres, le LP Vivir (single-club) produit par le PTR (Usine de Genève). S'ensuit une belle série de concerts avec entre autres des groupes espagnols (Dover, Sociedad Alkoholica, Kuraia).

### Levantando a los Muertos(2005–2009)
C'est en 2005 que le groupe enregistre son premier album, Levantando a los Muertos puis, après une nouvelle série de concerts et la création du label genevois Putos Records, ce premier opus va sortir en 2006, ainsi que le morceau Mi gente sur la compilation The Harder, the Better du label américain Turkey Vulture Records. Cette année est également tourné leur premier clip, Dinero signé Julien Wey. Cette chanson est présente sur le sampler de Metal Hammer Espagne de septembre 2006. Une distribution de 1 000 singles de l’album (gratuits) se fait en Suisse en collaboration avec Transit. Le clip Dinero passe dans l'émission Garage sur TSR2 et le groupe y est invité deux fois pour des interview en direct (avec concours t-shirts). Le groupe enregistre aussi un concert live de 45 minutes, qui sera diffusé en février 2007 sur la TSR.
L'année suivante débute par une première tournée en Espagne, en janvier. Le deuxième clip est tourné, Pase lo que pase, de nouveau signé Julien Wey. Le clip est diffusé de nouveau dans l'émission Garage. Un nouveau morceau est enregistré pour le DVD de Pulp68. Suit alors en août une tournée à Malte en compagnie du groupe maltais Slit. En Espagne le premier album du groupe Levantando a los Muertos sort sous le label Warner Music (date de sortie le 13 novembre 2007). Il y a de nouveau des concerts en Espagne ainsi que des passages radios. Le groupe apparaît sur plusieurs compilations : Mi gente sur celle de la radio Couleur 3, Dinero sur celle du label international Kaiowas Records/Roadrunner, avec notamment des groupes comme Sepultura, Madball, etc.
En 2008, après un nouveau passage télévisé (TSR) pour la promotion du DVD de Pulp68, Plaza Movie, dans lequel CardiaC fait le générique avec le morceau De Fiesta con pulp68. Ensuite, le clip de Mi gente est tourné. Une nouvelle tournée en Suisse et en Espagne suit. Ensuite viendra un quatrième clip en 2009, La Fuerza del Corazón, qui annonce le deuxième album studio du groupe, La Eterna Juventud, qui sortira la même année. Cet album est présenté dans l'émission MusicOmax de TSR2 et Couleur 3 avec un passage live et une longue interview. Le groupe profite des 20 ans de l'Usine de Genève pour le vernissage de son deuxième album, en attendant une nouvelle tournée en Espagne en février 2010.

### Nouveaux albums (2010–2015)
La sortie de l'album La Eterna Juventud chez Kaiowas Records (filiale espagnole de Roadrunner Europe) en compagnie de Sociedad Alcoholica, Berri Txarrak, Hamlet relance le groupe dans la péninsule ibérique. Durant l'année 2010 le groupe CardiaC participe à une tournée à Cuba en compagnie de groupes tels que Combat Noise. Puis, une tournée en Espagne avec le groupe The Eyes. Le groupe sort plusieurs vidéoclips et joue dans plateaux télévisés de la RTS.
En 2012, le groupe sort l'album El Sudor de la Gloria, dernier album à la batterie avec Michel Maurer et Nacho « Machete », chez Daily-Rock Records. CardiaC accompagne le groupe Sôber en Espagne et en Suisse. S'ensuivent des dates en Angleterre, mention spéciale aux dates à Londres aux clubs Intrepid Fox et Boston Music Room. Et aussi en 2013 et 2014 tournent notamment en Espagne, France, et en Italie. Le groupe se produit aussi avec Madball, Limp Bizkit, Jello Biafra, et Exodus.
Le 27 février 2015, à la suite d'expériences unplugged sur scène, le groupe sort l'album Olas y Rocas (Des vagues et des rochers) entièrement acoustique. L'album est produit par Thomas Betrisey, enregistré chez Ignition Prod et masterisé chez Greg Dubuis. La pochette est réalisée par Nestor Curbelo Hugu (dessinateur peintre qui travaille pour Vans Espagne). L’enregistrement se déroule de manière spontanée à Genève. CardiaC fait appel à des nombreux invités. Le résultat est un disque de rock acoustique teinté de blues, influencés de l'unplugged de la scène de Seattle, du post-rock, du folk et du reggae.

### Sangrar hasta lograrlo(depuis 2016)
Après sa tournée américaine, le groupe annonce son retour à la salle polyvalente de Salvan (VS), le vendredi 4 mars 2016. En mai 2016, le groupe partage son nouvel et cinquième album, Sangrar Hasta Lograrlo. Il est enregistré aux Ignition Prod Studio et Downtone Studio, mixé par Thomas « Drop » Betrisey (Samael, Sybreed) et masterisé au Studio du Flon par Greg Dubuis. Il est annoncé pour le 6 mai au label Tenacity Music. Le 8 mars 2017, le groupe publie le clip de la chanson Adicto a la Vida, issue de l'album Sangrar Hasta Lograrlo.

## Membres

### Membres actuels
- Ricardo D. - chant
- Julien « Jul » Emery - guitare
- Nacho « Machete » - basse
- Bastien C. Anthony - batterie
- Mariano Martin - guitare

### Anciens membres
- Raphael Örtis - basse
- Nicolas Bickel - batterie
- Adrian « P'Zamp » Zampaglione - batterie
- David Palluel - guitare
- Michel « Miche » Maurer - batterie
- Samuel Jakubec - batterie